# Chrétien Oberlin
Pour les articles homonymes, voir Oberlin.
Philippe Chrétien Oberlin, né le 7 juillet 1831 à Beblenheim (Haut-Rhin) et mort dans la même ville le 23 juillet 1915, est un ingénieur et un ampélographe français de renommée internationale.

## Biographie

### Première vie et éducation
Né le 7 juillet 1831 à Beblenheim (Haut-Rhin), il est le fils de Georges Oberlin, vigneron, et de Marie Salomé Mittnacht. Il fréquente l'école primaire de Beblenheim de 1838 à 1844, puis étudie à l'école privée de Schreiner de Ribeauvillé jusqu'en 1846 et au collège de Haguenau jusqu'en 1850. Dès le plus jeune âge, Chrétien Oberlin a montré une assiduité impressionnante pour le travail et les études, ce qui se reflétera dans ses futures carrières professionnelles, qui seront détaillées ultérieurement. En endossant divers rôles tels que futur ingénieur, ampélographe, viticulteur, et maire, il a démontré des qualités qui ont façonné des carrières remarquables.

### Carrière d'ingénieur
À partir de 1852 il commence une carrière d’ingénieur en passant deux ans aux Ponts et Chaussées de Colmar, puis au ministère du Commerce, de l’Agriculture et des Travaux publics pendant six mois jusqu'en 1855. Chargé de la direction des bureaux de Mulhouse et du service des travaux d’art de Belfort ses projets incluent l'endiguement de la Neuweiher, la rénovation du pont sur la Savoureuse à Belfort, d'autres ponts autour de Dannemarie et sur la Doller à Sentheim et l'étude du tracé de la voie ferrée entre Sentheim et Belfort.
En 1892 il s'installe dans la vallée de Sainte-Marie-aux-Mines et, outre la construction d'une route communale, il fut tout d’abord chargé de réaliser la ligne de chemin de fer de Sélestat à Sainte-Marie-aux-Mines, laquelle fonctionna dès 1856. Cette ligne fut prolongée en 1937 jusqu'à Lesseux-Frapelle et forma la Ligne de Sélestat à Lesseux - Frapelle qui resta en service jusqu'en 1973[réf. souhaitée].

### Carrière viticole
À partir de 1861, il commence à constituer une collection de différents cépages. En 1865, il se retira de l'ingénierie et retourna dans son Beblenheim natal où, en août de la même année, il épousa Louise Meyer  de la même ville.
Les connaissances acquises depuis 1861 lui ont permis de rassembler plus de 100 variétés de vignes et de mener des expériences occasionnelles sur ces plants. Grâce à ce travail de recherche, la viticulture a bénéficié de la création de plusieurs cépages issus de l'hybridation. Entre 1892 et 1912, il produit ces nouveaux cépages en réalisant des tests sur plus de 4 631 espèces différentes.
Par la suite, il se consacra à la viticulture expérimentale et à la recherche de plants de vigne résistants au phylloxéra. Il greffa sur des plants américains résistant à la maladie, des cépages alsaciens et obtint par ailleurs de nombreux hybrides. Son approche était pratique par rapport à l'approche plus scientifique d'Alexis Millardet. En 1913, Oberlin aborde la question du phylloxéra en publiant « La reconstruction du vignoble » dans le Bulletin mensuel de la Société des Sciences, Agriculture et Arts de la Basse-Alsace. Dans cet ouvrage, il examine les résultats obtenus avec le greffage de la vigne. À cette époque, ce système représentait une solution universelle dans la lutte contre le phylloxéra. Le texte explore et analyse les défis associés au greffage des vignes. Il effectuera également des recherches sur l'utilisation du sulfatage et du soufrage sur les vignes.
Il généralisa la culture de la vigne par palissage et participa à la fondation de l’institut viticole qui porte son nom à Colmar. Ce fut là qu'il obtint par croisement le Goldriesling qui a servi de géniteur aux cépages Lucie-kuhlmann, Léon Millot, Maréchal Foch, Maréchal Joffre, Pinard, Étoile I, Étoile II et Triomphe d'Alsace.
Il obtint l'oberlin noir par hybridation du gamay et du cultivar du Vitis riparia, 'Millardet'.

### Héritage
Un monument et une rue lui sont dédiés à Beblenheim dont il fut le maire de 1870 à 1902.
Il meurt le 23 juillet 1915 dans sa ville natale à l'âge de 84 ans.

## Publications
- (de) « Der Weinbau in Elsass-Lothringen : statistische und ökonomische Darstellung desselben » [« Viticulture en Alsace-Lorraine : représentation statistique et économique de la même »], Statistische Mitteilungen über Elsass-Lotharingen, R. Schultz, t. 16,‎ 1880 (OCLC 876569278, lire en ligne).
- La dégénérescence de la vigne cultivée ses causes et ses effets : solution de la question philloxérique, Colmar, E. Barth, 1881, 50 p. (OCLC 30603624, lire en ligne).
- (de) Der Weinbau im Grossherzogthum Luxemburg [« Viticulture au Grand-Duché de Luxembourg »], Beblenheim, Joseph Beffort, 26 janvier 1893 (lire en ligne).
- (de) « Der Weinbau in Elsass-Lothringen » [« Viticulture en Alsace-Lorraine »], Festgabe den Theilnehmern an der 26. Jahresversammlung des Deutschen Apothekervereins in Strassburg am 23.-27. August 1897 [Annonce aux participants à la 26e réunion annuelle de l'Association des pharmaciens allemands à Strasbourg les 23.-27. août 1897], Strasbourg, Elsässiche Druckerei und Verlagsanstalt,‎ 1897 (DOI 10.24355/dbbs.084-201101311141-0).
- Contributeur au Pierre Viala et Victor Vermorel, Traité général de viticulture, Ampélographie, Paris, Masson, 1901-1909 (lire en ligne).
- Les vignes en cordons horizontaux à coursons double, Colmar, 1907 (OCLC 494222374).
- La Reconstitution du vignoble sans greffage  (trad. Pierre Larue), Paris, Librairie agricole de la Maison rustique, 1914, 56 p. (OCLC 492497622, présentation en ligne).

## Distinction
- Chevalier de l'Ordre de l'Aigle rouge de 4e classe[10].